# 聖佐治海峽

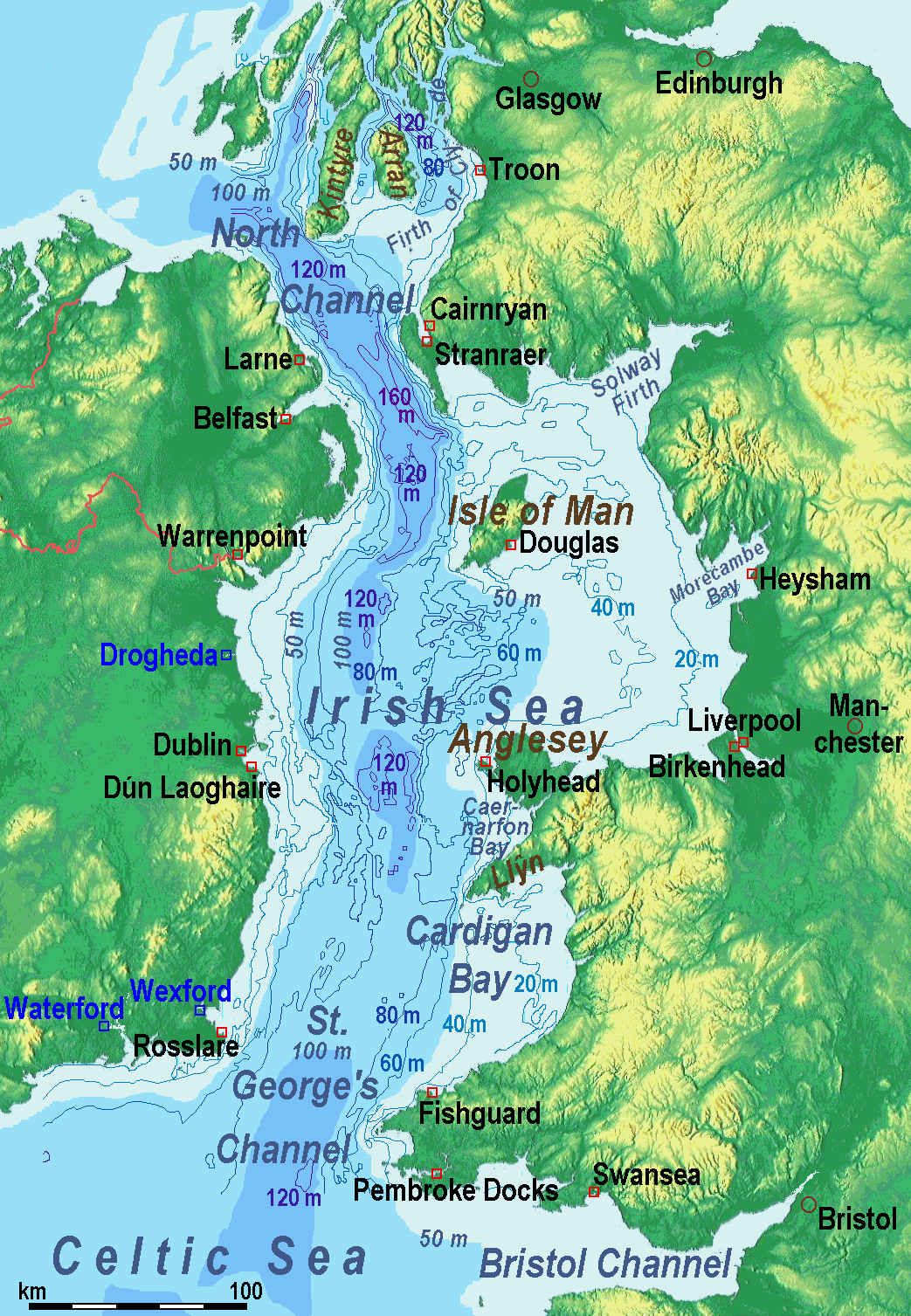
地形圖描繪聖喬治海峽和愛爾蘭海

聖佐治海峽（英語：St George's Channel）是歐洲的海峽，連接北面的愛爾蘭海和南面的凱爾特海，將東面的威爾斯和西面的愛爾蘭分隔，長160公里、寬81公里，最大水深82米。